# Transluminescence
 (janvier 2022).
Si vous disposez d'ouvrages ou d'articles de référence ou si vous connaissez des sites web de qualité traitant du thème abordé ici, merci de compléter l'article en donnant les références utiles à sa vérifiabilité et en les liant à la section « Notes et références ».

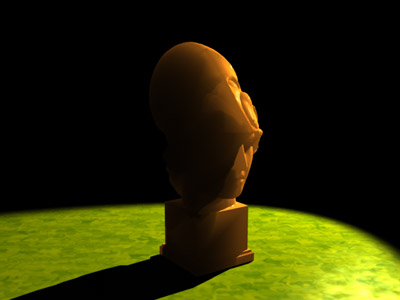
Objet tridimensionnel avec transluminescence

La transluminescence (ou Subsurface scattering (SSS) en anglais) est le phénomène de pénétration de la lumière au travers d'une surface ou d'un objet translucide. Il prend en compte la diffusion des ondes lumineuses dans les matériaux qui varient selon leurs propriétés ainsi que leurs sorties en divers points de l'objet.